# Municipio Valle de Bravo
Koordinaten: 19° 12′ N, 100° 8′ W
Valle de Bravo ist ein Municipio im mexikanischen Bundesstaat México. Der Sitz der Gemeinde ist das gleichnamige Valle de Bravo. Die Gemeinde hatte im Jahr 2010 61.599 Einwohner, ihre Fläche beträgt 431,6 km².

## Geographie
Valle de Bravo liegt im Westen des Bundesstaates México, etwa 85 km westlich von Toluca de Lerdo. Das Municipio umfasst großteils bergiges Terrain, zwei Drittel der Gemeindefläche sind von Nadelwäldern bedeckt. Der Hauptort liegt am gleichnamigen Stausee Valle de Bravo. 
Das Municipio Valle de Bravo grenzt an die Municipios Ixtapan de Oro, Donato Guerra, Amanalco, Temascaltepec, Zacazonapan und Santo Tomás.

## Orte
Im Municipio liegen 74 Orte, deren größter mit 25.554 Einwohnern der Hauptort Valle de Bravo ist. Fünf weitere Orte weisen zumindest 1.500 Einwohner auf: Colorines, Loma Bonita, El Arco, Santa María Pipioltepec und San Gabriel Ixtla.